# Высоково (Остаповское сельское поселение)
Высоково — опустевшая деревня в Шуйском районе Ивановской области. Входит в состав Остаповского сельского поселения.

## География
Находится в южной части Ивановской области на расстоянии приблизительно 12 км на восток по прямой от районного центра города Шуя.

## История
Деревня была отмечена на карте 1840 года. В 1859 году здесь (тогда деревня в составе Шуйского уезда Владимирской губернии) было учтено 12 дворов.

## Население
Постоянное население составляло 73 человека (1859 год), 0 как в 2002 году , так и в 2010.